# Neben der Spur (2008)
Neben der Spur (Originaltitel Skhizein von altgriechisch σχίζειν/s’chizein „abspalten“, vgl. auch Schizophrenie) ist ein französischer, animierter Kurzfilm aus dem Jahr 2008 von Jérémy Clapin, der sowohl Regie führte als auch das Drehbuch schrieb. Der Film wurde bei diversen Filmfestivals nominiert und auch ausgezeichnet. Er gewann unter anderem den Kodak Short Film Award bei den Filmfestspielen von Cannes, wo er auch uraufgeführt wurde, den Publikumspreis beim Festival d’Animation Annecy und 2009 den SWR-Publikumspreis beim Trickfilmfestival Stuttgart.

## Handlung
Der Film beginnt mit Henry, der Hauptfigur der Geschichte, der sich in der Praxis eines Psychotherapeuten befindet und diesem sein Leid klagt. Bevor er von einem 150 Tonnen schweren Meteoriten getroffen wurde, sei er normal gewesen wie alle anderen auch und nicht mitten in der Luft geschwebt, 91 cm neben sich selbst. Dem Zuschauer wird ersichtlich, dass Henry nicht auf der Couch des Therapeuten liegt, sondern vielmehr daneben, mitten in der Luft schwebend.
Im Rückblick erfährt man, wie Henry eines Abends, gerade dabei, seine Wohnung zu reinigen, unvermittelt von einem Meteoriten getroffen wird, der genau auf ihn zusteuert, als er gerade aus dem Fenster blickte. Die zu erwartenden Schäden eines Meteoriteneinschlags bleiben jedoch aus. Weder Henry noch das Wohnhaus, in dem er lebt, tragen auch nur die geringsten Schäden davon. Von seinem Therapeuten darauf angesprochen, ob es also zu keinen tatsächlichen Schäden gekommen ist, erwidert Henry, dass nur er und die Antenne gegenüber seinem Haus in Mitleidenschaft gezogen wurden.
Wieder rückblickend wird dem Zuseher und Henry gleichermaßen klargemacht, dass er durch den Einschlag zwar keine körperlichen Verletzungen davongetragen hat, aber sich von nun an genau 91 Zentimeter neben sich selbst befindet, das heißt, dass er 91 Zentimeter neben einem Sessel sitzen muss, wenn er genau darauf sitzen will, 91 Zentimeter neben die Türklinke greifen muss, wenn er sie betätigen will, 91 cm neben der eigentlichen Tür durch die Wand gehen muss, wenn er durch die Tür gehen will usw.
Nachdem er sich über die neuen ungewöhnlichen Umständen klar geworden ist, beginnt er allmählich mit Kreide seine Wohnung und deren Möbel 91 cm versetzt an die Wand und den Boden zu malen, um sich besser in seinen eigenen vier Wänden zurechtzufinden. Er erklärt, das Leben zu Hause würde somit kein Problem darstellen und wäre nur eine Frage der Organisation. Aufgrund seines Zustands bleiben ihm jedoch Probleme an seinem Arbeitsplatz nicht erspart. Er weist darauf hin, dass er befürchtet, seine Stelle zu verlieren, und meint, es könne so nicht weitergehen. Er teilt seinem Therapeuten mit, dass er der Ansicht ist, dass er ihm auch nicht helfen könne und er eigentlich nichts anderes möchte, als wieder an seinem Platz zu sein.
Als er eines Abends einen weiteren Meteoriten am Himmel entdeckt, beschließt Henry, diesen nicht entkommen zu lassen, verfolgt ihn per Auto auf ein weites offenes Feld, auf dem er voraussichtlich einschlagen wird, um sich dort zu positionieren, um ein weiteres Mal getroffen und wieder in seinen normalen Zustand zurückversetzt zu werden.
Es gelingt ihm, sich genau auf der Einschlagstelle einzufinden, bevor der Meteorit einschlägt. Er trifft ihn. Es wird geblendet.
Man sieht, wieder in Henrys Wohnung, die verwischten Kreidezeichnungen an der Wand, die von Henry mit einem nassen Schwamm grob entfernt wurden. Die Andeutung, Henry hat sie entfernt, da er sich wieder in normaler Verfassung befindet, werden jedoch sofort zerschlagen, als klar wird, dass sich Henry nun nicht nur 91 cm neben sich, sondern zusätzlich auch noch 74 cm unter sich selbst befindet. Er geht in diesem Zustand weiter in die Arbeit und zu seiner Therapie, Veränderungen bleiben jedoch aus.
Am Schluss sitzt Henry alleine zusammengekauert in seiner Wohnung; die Nachricht auf seinem Anrufbeantworter weist darauf hin, dass er sich immer mehr zurückzieht, keine Anrufe mehr beantwortet, nicht mehr ans Telefon geht und sich von der Welt weitgehend isoliert. Er erklärt, dass einem nur gesagt würde, es würde 1 von 100 Menschen treffen, und dass sie einem nie sagen würden, wie verrückt man wirklich ist, sondern nur, dass man nicht mehr alle beisammen hat oder neben sich stehe. Drei weitere Meteoriten schlagen in diesem Moment gleichzeitig in seiner Wohnung ein. Als er die Augen öffnet, fliegt er weit draußen im Weltall herum und fragt sich, worin der Punkt bestehe, genau zu wissen, wie weit man sich genau von sich selbst entfernt hat, und erklärt, dass es ihn von dort, wo er jetzt sei, nicht mehr kümmere.

## Rezeption
Jennie Kermode von EyeForFilm.com bemerkte, dass viele Menschen keine Vorstellung von Schizophrenie hätten, und dass Jérémy Clapin eine berührende Geschichte erschaffen hätte, die den Zuschauer in Henris unmittelbare Gefühlswelt hineinlasse. Damit schaffe er gleichzeitig eine Metapher für alle anderen Arten von Geisteskrankheiten. Die nüchtern-melancholische Erzählweise von Julien Boisselier absorbiere den Zuschauer vom Geschehen auf dieser „befremdenden Reise“. Marilyn Ferdinand von FerdyOnFilms.com sieht in Neben der Spur ein aufwühlendes Kammerspiel, das Interpretationen offensteht. Die Animation, eine Kombination von traditionellen Zeichnungen von Clapin und Computer-Renderings von Jean-François Sarazin, Loli Irala und Raphael Bot-Gartner, sei gleichermaßen verschroben („quirky“) und ergreifend („poignant“), insbesondere am Ende. Die Tongestaltung von Marc Piera sei „hyperrealistisch“. Jason Sondhi von ShortOfTheWeek.com sah im Film die Techniken Clapins gegenüber seinem vorhergehenden Film Une histoire vertébrale wiederum verbessert hinsichtlich Design, Hintergrunddetails und Figurenanimation, was für ihn unter anderem den großen Erfolg des Films erklärt.